# Hồ Gấu Lớn

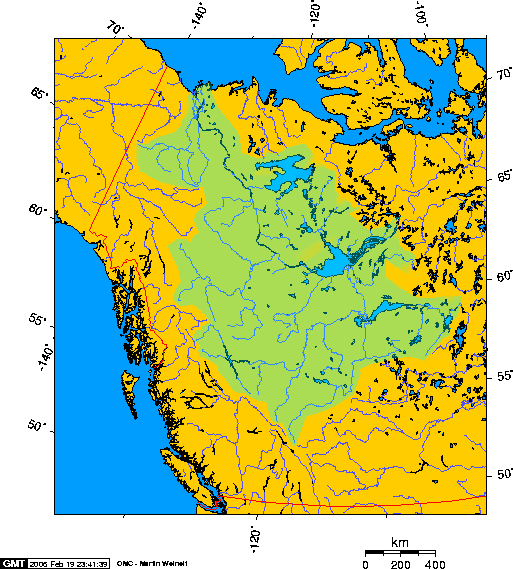
Lưu vực sông Mackenzie cho thấy vị trí của hồ Gấu Lớn tại vùng tây bắc Canada

Hồ Gấu Lớn (tiếng Anh: Great Bear Lake (Slavey: Sahtú, tiếng Pháp: Grand lac de l'Ours) là hồ lớn nhất hoàn toàn nằm trong lãnh thổ Canada (Hồ Superior và Hồ Huron dọc theo cả hai bên biên giới Canada-Hoa Kỳ thì lớn hơn), nó là hồ lớn thứ ba ở Bắc Mĩ, và là hồ lớn thứ 8 trên thế giới. Hồ Gấu Lớn nằm ở Vòng Bắc Cực giữa vĩ độ 65 và vĩ độ 67 của vĩ độ bắc, và giữa kinh độ 118 và kinh độ 123 của kinh độ tây. Nó ở độ cao 186 m (610 ft) trên mực nước biển.
Hồ này có diện tích là 31.153 km² (12.028 dặm vuông) và có dung tích tổng cộng là 2.236 km³ (536 mi³). Chiều sâu tối đa của nó là 446 m (1.463 ft) còn độ sâu trung bình là 71,7 m (235 ft). Bờ của hồ dài tổng cộng 2.719 km (1.690 dặm) và lưu vực tổng cộng là 114.717 km² (44.293 dặm vuông).
Hồ chảy qua Sông Gấu Lớn (Great Bear River, Sahtúdé) vào sông Mackenzie. Cộng đồng dân cư duy nhất ở khu vực này là người Deline, cư ngụ ở cuối bờ phía tây nam (tổng cộng 525 người theo cuộc điều tra dân số 2006).
Năm 1930, Gilbert LaBine khám phá ra mỏ uranium trong vùng này.
Người Sahtú Dene lấy tên theo tên hồ.

## Thời tiền sử
Hồ Gấu Lớn nằm giữa 2 vùng địa văn lớn: Cao nguyên Kazan thuộc Khiên Canada (Canadian Shield) và Đồng bằng nội địa (Interior Plains). Nguyên thủy, nó là một phần của các thung lũng thời trước băng hà, bị thay đổi hình dạng bởi hiệu quả xói mòn của băng trong thế Pleistocen. Từ đó, hồ phải trải qua nhiều thay đổi khác nhau từ tác dụng ngược lại của việc tan băng.
Các đá Thời kì Tiền Cambri của khiên Canada tạo thành bờ mép phía đông của McTavish Arm. Các đá thời kì Tiền Cambri này được tạo thành bởi các lớp cặn trầm tích và biến chất lắng xuống được bổ sung bằng sự xâm nhập (intrusion) đá mácma tạo thành các thể tường (dike) và các thể vỉa (sill).

## Thời tiết
Hồ Gấu Lớn bị băng bao phủ từ cuối tháng 11 tới tháng 7. Từ năm 1950 tới 1974, dữ liệu thời tiết được thu thập ở khu vực Port Radium như sau:
| Tháng       | Nhiệt độ (°C) | Lượng mưa (mm) | Ánh nắng (giờ) |
| ----------- | ------------- | -------------- | -------------- |
| Tháng giêng | –27,0         | 11             | 0,19           |
| Tháng 2     | –27,0         | 8              | 1,82           |
| Tháng 3     | –19,1         | 14             | 7,57           |
| Tháng 4     | –10,7         | 6              | 16,03          |
| Tháng 5     | +1,2          | 14             | 21,76          |
| Tháng 6     | +9,0          | 14             | 23,16          |
| Tháng 7     | +12,0         | 35             | 18,54          |
| Tháng 8     | +10,6         | 43             | 11,97          |
| Tháng 9     | +5,3          | 25             | 6,20           |
| Tháng 10    | –3,2          | 27             | 2,85           |
| Tháng 11    | –14,8         | 25             | 0,39           |
| Tháng 12    | –23,0         | 14             | 0,00           |
| Trung bình  | –7,2          |                | 10             |
| Tổng cộng   |               | 236            |                |

## Đường băng
Hồ Gấu Lớn có một đường băng (ice road) là đường băng Deline. Đường băng này được dùng trong vài tuần lễ mỗi năm, để chuyên chở hàng cung cấp cho cộng đồng người Deline ở xa. Tốc độ của đường băng này là 70 kph, đúng như của đường băng Tuktoyaktuk, vì không có các sự chuyển tải hoặc các dải đất ở trong hồ. Đường băng này được sử dụng phần lớn cho các xe bán tải (semi trucks) thường chỉ có trọng tải là 64.500 kg. Đường băng này buộc phải đóng lại ngay từ cuối tháng Ba, do thời tiết ấm lên.